# Eiskunstlauf-Weltmeisterschaften 1968
Die 58. Eiskunstlauf-Weltmeisterschaften fanden vom 27. Februar bis 3. März 1968 in Genf (Schweiz) statt.

## Ergebnisse

### Herren
| Platz | Sportler              | Land                   |
| ----- | --------------------- | ---------------------- |
| 1     | Emmerich Danzer       | Österreich             |
| 2     | Tim Wood              | Vereinigte Staaten     |
| 3     | Patrick Péra          | Frankreich             |
| 4     | Scott Allen           | Vereinigte Staaten     |
| 5     | Gary Visconti         | Vereinigte Staaten     |
| 6     | Ondrej Nepela         | Tschechoslowakei       |
| 7     | Jay Humphry           | Kanada                 |
| 8     | Peter Krick           | BR Deutschland         |
| 9     | Sergei Tschetweruchin | Sowjetunion            |
| 10    | David McGillivray     | Kanada                 |
| 11    | Günter Zöller         | DDR                    |
| 12    | Philippe Pélissier    | Frankreich             |
| 13    | Michael Williams      | Vereinigtes Königreich |
| 14    | Tsuguhiko Kozuka      | Japan                  |
| 15    | Marian Filc           | Tschechoslowakei       |
| 16    | Giordano Abbondati    | Italien                |
| 17    | Reinhard Ketterer     | BR Deutschland         |
| 18    | Günter Anderl         | Österreich             |
| 19    | Jenő Ébert            | Ungarn                 |
| 20    | Daniel Höner          | Schweiz                |

- Schiedsrichter: Karl Enderlin  Schweiz
- Assistenzschiedsrichter: János Zsigmondy  BR Deutschland

Punktrichter waren:
- Franz Heinlein  Österreich
- William E. Lewis  Kanada
- Miroslav Hansenöhrl  Tschechoslowakei
- Néri Valdes  Frankreich
- Helga von Wiecki  DDR
- Eva Neeb  BR Deutschland
- Mollie Phillips  Vereinigtes Königreich
- Masao Hasegawa  Japan
- Yvonne S. McGowan  Vereinigte Staaten

### Damen
| Platz | Sportlerin           | Land                   |
| ----- | -------------------- | ---------------------- |
| 1     | Peggy Fleming        | Vereinigte Staaten     |
| 2     | Gabriele Seyfert     | DDR                    |
| 3     | Hana Mašková         | Tschechoslowakei       |
| 4     | Beatrix Schuba       | Österreich             |
| 5     | Kumiko Ōkawa         | Japan                  |
| 6     | Albertina Noyes      | Vereinigte Staaten     |
| 7     | Karen Magnussen      | Kanada                 |
| 8     | Zsuzsa Almássy       | Ungarn                 |
| 9     | Janet Lynn           | Vereinigte Staaten     |
| 10    | Jelena Schtscheglowa | Sowjetunion            |
| 11    | Monika Feldmann      | BR Deutschland         |
| 12    | Patricia Ann Dodd    | Vereinigtes Königreich |
| 13    | Linda Carbonetto     | Kanada                 |
| 14    | Marie Vichová        | Tschechoslowakei       |
| 15    | Elisabeth Nestler    | Österreich             |
| 16    | Charlotte Walter     | Schweiz                |
| 17    | Martina Clausner     | DDR                    |
| 18    | Kazumi Yamashita     | Japan                  |
| 19    | Haruko Ishida        | Japan                  |
| 20    | Sonja Morgenstern    | DDR                    |
| 21    | Mary-Ellen Holland   | Australien             |
| 22    | Margaret Betts       | Südafrika              |

- Schiedsrichter Josef Dědič  Tschechoslowakei
- Assistenzschiedsrichterin: Sonia Bianchetti  Italien

Punktrichter waren:
- Sydney R. Croll  Australien
- Hans Kutschera  Österreich
- Joan Maclagan  Kanada
- Gerhardt Bubnik  Tschechoslowakei
- Carla Listing  DDR
- Pamela Peat  Vereinigtes Königreich
- Ferenc Kertész  Ungarn
- Haruo Konno  Japan
- Edith M. Shoemaker  Vereinigte Staaten

### Paare
| Platz | Sportler                                  | Land               |
| ----- | ----------------------------------------- | ------------------ |
| 1     | Ljudmila Beloussowa / Oleg Protopopow     | Sowjetunion        |
| 2     | Tatjana Schuk / Alexander Gorelik         | Sowjetunion        |
| 3     | Cynthia Kauffman / Ronald Kauffman        | Vereinigte Staaten |
| 4     | Tamara Moskwina / Alexei Mischin          | Sowjetunion        |
| 5     | Heidemarie Steiner / Heinz-Ulrich Walther | DDR                |
| 6     | Gudrun Hauss / Walter Häfner              | BR Deutschland     |
| 7     | Bohunka Sramkova / Jan Sramek             | Tschechoslowakei   |
| 8     | Sandi Sweitzer / Roy Wagelein             | Vereinigte Staaten |
| 9     | Irene Müller / Hans-Georg Dallmer         | DDR                |
| 10    | Liana Drahová / Peter Bartosiewicz        | Tschechoslowakei   |
| 11    | JoJo Starbuck / Kenneth Shelley           | Vereinigte Staaten |
| 12    | Marianne Streifler / Herbert Wiesinger    | BR Deutschland     |
| 13    | Betty McKilligan / John McKilligan        | Kanada             |
| 14    | Brigitte Weise / Michael Brychcy          | DDR                |
| 15    | Mona Szabo / Peter Szabo                  | Schweiz            |
| 16    | Janina Poremska / Piotr Sczypa            | Polen              |
| 17    | Glenda O’Shea / Brian O’Shea              | Südafrika          |
|       | Margot Glockshuber / Wolfgang Danne (Z)   | BR Deutschland     |

- Z = Zurückgezogen
- Schiedsrichter: Alexander Gordon
- Assistenzschiedsrichter: Jakob Biedermann  Schweiz

Punktrichter waren:
- William E. Lewis  Kanada
- Gerhardt Bubnik  Tschechoslowakei
- Carla Listing  DDR
- Wilhelm Kahle  BR Deutschland
- Pamela Peat  Vereinigtes Königreich
- Oskar Schubert  Polen
- Rolf J. Steinmann  Schweiz
- Sergei Wassiljew  Sowjetunion
- Yvonne S. McGowan  Vereinigte Staaten

### Eistanz
| Platz | Sportler                                 | Land                   |
| ----- | ---------------------------------------- | ---------------------- |
| 1     | Diane Towler / Bernard Ford              | Vereinigtes Königreich |
| 2     | Yvonne Suddick / Malcolm Cannon          | Vereinigtes Königreich |
| 3     | Janet Sawbridge / Jon Lane               | Vereinigtes Königreich |
| 4     | Judy Schwomeyer / James Sladky           | Vereinigte Staaten     |
| 5     | Irina Grischkowa / Wiktor Ryschkin       | Sowjetunion            |
| 6     | Ljudmila Pachomowa / Alexander Gorschkow | Sowjetunion            |
| 7     | Vicki Camper / Eugen Heffron             | Vereinigte Staaten     |
| 8     | Angelika Buck / Erich Buck               | BR Deutschland         |
| 9     | Joni Graham / Don Phillips               | Kanada                 |
| 10    | Annerose Baier / Eberhard Rüger          | DDR                    |
| 11    | Edith Mató / Karl Csanadi                | Ungarn                 |
| 12    | Milena Tůmová / Josef Pešek              | Tschechoslowakei       |
| 13    | Donna Taylor / Bruce Lennie              | Kanada                 |
| 14    | Susanna Carpani / Sergio Pirelli         | Italien                |
| 15    | Claude Couste / Jean-Pierre Noullet      | Frankreich             |

- Schiedsrichter: Henri Meudec  Frankreich
- Assistenzschiedsrichter: Emil Skákala  Tschechoslowakei

Punktrichter waren:
- Frances Gunn  Kanada
- Miroslav Hasenöhrl  Tschechoslowakei
- Lysiane Lauret  Frankreich
- Terese Birke  DDR
- Willi Wernz  BR Deutschland
- Mollie Phillips  Vereinigtes Königreich
- Ferenc Kertész  Ungarn
- Margrit Rellstab  Schweiz
- Edith M. Shoemaker  Vereinigte Staaten

## Medaillenspiegel
| Platz | Land                   | Gold | Silber | Bronze | Gesamt |
| ----- | ---------------------- | ---- | ------ | ------ | ------ |
| 1     | Vereinigtes Königreich | 1    | 1      | 1      | 3      |
| 1     | Vereinigte Staaten     | 1    | 1      | 1      | 3      |
| 3     | Sowjetunion            | 1    | 1      | –      | 2      |
| 3     | Österreich             | 1    | –      | –      | 1      |
| 4     | DDR                    | –    | 1      | –      | 1      |
| 5     | Tschechoslowakei       | –    | –      | 1      | 1      |
| 5     | Frankreich             | –    | –      | 1      | 1      |